# Седемдесет и осми конгрес на Македонската патриотична организация
Седемдесет и осмият конгрес на Македонските патриотични организации (МПО) се провежда от 3 до 6 септември 1999 година в Торонто, Онтарио, Канада. Представени са 25 редовни делегати от дружествата и 9 души от ЦК на МПО с право на глас. На конгреса присъстват 30 души официални гости, от които 20 от Република Македония и четирима от България. Конгресът е открит от председателя на ЦК Крис Иванов с изложение, в което отбелязва свършеното през годината от МПО. Разглежда Парламентарните избори в Република Македония от 1998 година, които са спечелени от ВМРО-ДПМНЕ. Сред гостите на конгреса е Мартин Треневски, министър на диаспората от Република Македония, който се изказва, че МПО трябва да признае „македонската нация и език“, и да списва „Македонска трибуна“ на този език. В отговор подпредседателят на ЦК на МПО Любчо Тодоров протестира срещу това изказване.
На 5 септември цялата делегация от България се среща с членове на МПО в църквата „Св. Св. Кирил и Методий“ като се дискутира темата за „Българското становище по македонския въпрос“. Новоизбраното ръководство на ЦК на МПО е в състав Крис Иванов, Любчо Тодоров и Любен Топчев. Те започват да задълбочават отношенията си с възстановения в България Македонски научен институт.